# Эффект рикошета
Эффект «рикошета», или феномен рикошета, — это появление или повторное появление симптомов, которые отсутствовали или контролировались во время приема препарата, но возникают при прекращении приема этого препарата или снижении его дозировки. В случае повторного появления симптомы часто бывают более выраженными, чем до начала лечения.

## Примеры

### Седативные снотворные средства
«Рикошетная» бессонница — это бессонница, которая возникает после прекращения приема седативных препаратов, используемых для лечения первичной бессонницы. Регулярное применение таких препаратов может привести к зависимости от их эффекта для засыпания. Поэтому, когда человек прекращает прием лекарства и испытывает «откат» от его воздействия, бессонница может проявляться как симптом отмены. В некоторых случаях такая бессонница может быть даже хуже, чем та, для лечения которой изначально назначалось лекарство.
К распространенным препаратам, которые могут вызывать этот эффект, относятся эзопиклон, золпидем и анксиолитики, такие как бензодиазепины, которые назначаются людям с трудностями засыпания или поддержания сна.
«Рикошетная» депрессия может возникать у пациентов, ранее не страдавших подобным заболеванием.
Дневные эффекты рикошета тревоги, металлический привкус во рту и нарушения восприятия, которые являются типичными симптомами отмены бензодиазепинов, могут возникнуть на следующий день после того, как действие короткодействующего снотворного бензодиазепина прекратится. Явления рикошета возникают не только при полной отмене препарата. Другим примером является бессонница рикошета ранним утром, которая может возникнуть, когда быстро выводимое снотворное перестает действовать, что приводит к рикошетному пробуждению, заставляя человека проснуться до того, как он или она выспался. Одним из препаратов, который, по-видимому, часто связан с этими проблемами, является триазолам, из-за его высокой активности и сверхкороткого периода полувыведения, но эти эффекты могут возникать и с другими короткодействующими снотворными препаратами. Квазепам, благодаря своей селективности к бензодиазепиновым рецепторам 1 типа и длительному периоду полувыведения, не вызывает дневных эффектов рикошета тревоги во время лечения, показывая, что период полувыведения очень важен для определения того, будет ли ночное снотворное вызывать дневные эффекты рикошета отмены или нет. Дневные эффекты рикошета не обязательно являются легкими, но иногда могут вызывать довольно выраженные психические и психологические нарушения.

### Стимуляторы
Эффекты рикошета от стимуляторов, таких как метилфенидат или декстроамфетамин, включают стимуляторный психоз, депрессию и возвращение симптомов СДВГ, но во временно преувеличенной форме. До трети детей с СДВГ испытывают эффект рикошета после отмены метилфенидата.

### Антидепрессанты
Многие антидепрессанты, включая СИОЗС, при прекращении приема могут вызывать повторную депрессию, панические атаки, тревогу и бессонницу.

### Нейролептики
Внезапное и тяжелое возникновение или повторное возникновение психоза может возникнуть при слишком быстром приеме антипсихотических препаратов или их отмене.

### Альфа-2 адреномиметики
Рикошетная гипертензия, с показателями выше исходных, наблюдалась после отмены клонидина и гуанфацина.
Постоянное использование местных противоотечных средств (назальных спреев) может привести к постоянной заложенности носа, известной как медикаментозный ринит.

### Гуманизированные антитела
Деносумаб ингибирует рециркуляцию остеокластов, что приводит к накоплению предостеокластов и остеоморфов. Когда терапия деносумабом прекращается, индуцированные клетки довольно быстро и в большом количестве дифференцируются в остеокласты, вызывающие резорбцию кости (эффект рикошета) и повышающие риск переломов. Для улучшения минеральной плотности костной ткани и предотвращения переломов после отмены деносумаба рекомендуется прием бисфосфоната.

### Другие лекарственные препараты
Другим примером лекарственного восстановления является головная боль, возникающая после приема обезболивающих, когда доза снижается, действие препарата прекращается или его прием резко прекращается.
В 2022 году были опубликованы сообщения о появлении вирусной РНК и восстановлении симптомов у людей с COVID-19, получавших Паксловид. В мае CDC даже выпустил санитарное предупреждение, информирующее врачей о «побочных эффектах Паксловида», на которое обратили внимание, когда у президента США Джо Байдена произошел эффект рикошета. Однако причина рецидива остается неясной, поскольку примерно у трети людей с COVID-19 симптомы возвращаются независимо от лечения.
Резкая отмена сильнодействующих кортикостероидов, таких как клобетазол, может привести к развитию гораздо более тяжелого течения псориаза. Поэтому отмену препарата следует проводить постепенно, до тех пор, пока фактически не будет применяться совсем небольшое количество лекарства.